# Lsof
lsof（エルエスオーエフ）コマンドは"list open files"の意味であり、多くのUnix系オペレーティングシステムで、オープン中のファイルやそのファイルをオープンしているプロセスのリストを出力するコマンドである。このオープンソースのユーティリティは、パデュー大学コンピューティングセンターの元アソシエートディレクター、ビクター・A・アベルによって開発・サポートされた。lsofはいくつかのUnix系OSで動作し、サポートされている。

## 例
オープン中のファイルには、すべてのプロセスがオープンしているディスク上のファイル、名前付きパイプ、ネットワークソケット、デバイスが含まれる。使用例の1つとしては、（特定できない何らかの）ファイルが使用中のであるために、ディスクがアンマウントできない時である。オープン中のファイルの一覧を確認することで（必要に応じてフィルタをかけることで）ファイルを使用しているプロセスを特定することができる。
```
# 
lsof
 
/var

COMMAND     PID     USER   FD   TYPE DEVICE SIZE/OFF   NODE NAME

syslogd     350     root    5w  VREG  222,5        0 440818 /var/adm/messages

syslogd     350     root    6w  VREG  222,5   339098   6248 /var/log/syslog

cron        353     root  cwd   VDIR  222,5      512 254550 /var -- atjobs

```

特定のデーモンに関連づけられているポートを確認するには、次のようにする。
```
# 
lsof
 
-i
 
-n
 
-P
 
|
 
grep
 
sendmail

sendmail  31649    root    4u  IPv4 521738       TCP *:25 (LISTEN)

```

上のコマンドの実行結果より、「sendmail」が標準ポート "25" 版をlistenしていることが確認できる。
-i
IPソケットをリストする。
-n
ホスト名の解決を行わない。（つまり、DNSを使用しない）
-P
ポート名の解決を行わない。（つまり、ポート名の代わりにポート番号をリストする）
他には、lsof -Uを使用すれば、Unixソケットを一覧することもできる。

## lsofの出力
lsofの出力は以下の内容を表している。
- そのファイルをオープンしているプロセスのID（PID）
- そのプロセスのグループID（PGID）（オプション）
- 親プロセスのプロセスID（PPID）（オプション）
- プロセスが実行しているコマンド
- プロセスのオーナー
- プロセスが使用している、実行中のテキストファイルおよび共有ライブラリを含む、すべてのファイルのそれぞれに対して以下の項目を表示する
  - 可能なら、そのファイルのファイル記述子の数
  - ファイルのアクセスモード
  - ファイルのロック状態
  - ファイルのデバイス数
  - ファイルのinode数
  - ファイルのサイズまたはオフセット
  - ファイルが格納されているファイルシステムの名前
  - ファイルのパス名の利用可能なすべてのコンポーネント
  - ファイルのストリームコンポーネントの名前
  - ファイルのローカルおよびリモートのネットワークアドレス
  - ファイルのTLIネットワーク（主にUDP）の状態
  - ファイルのTCPの状態、読み込みキューの長さ、および、書き込みキューの長さ
  - ファイルのTCPウィンドウの読み込みおよび書き込みの長さ（Solarisのみ）
  - その他のファイルまたはファイルタイプ固有の値